# Гуменюк, Феодосий Максимович
Феодосий Максимович Гуменюк (род. 6 сентября 1941, Рыбчинцы Винницкой обл. УССР, СССР) — советский и украинский живописец, график. Народный художник Украины (2009).

## Биография
Родился 6 сентября 1941 года во временно оккупированном фашистами селе Рыбчинцы (ныне Винницкая область, Украина). Учился в Днепропетровском художественном училище, где был учеником Якова Калашника, выпускника Латвийской академии художеств в Риге. В 1965 году он пытается поступить в ЛИЖСА имени И. Е. Репина, который тогда считался лучшей живописной школой в СССР. На обучение в этом институте претендовало 350 человек, из которых приняли 28, в том числе Гуменюка и еще восемь украинцев. В 1971 году он окончил институт, потом учился в мастерской И. Серебряного, написал для Переяслав-Хмельницкого музея полотна на историческую тематику. Преподавал в ленинградских художественных учебных заведениях, работал на художественных комбинатах Ленинграда.
Кроме живописи, Гуменюк занимался изучением истории и традиций своего народа. Там он изучил историю запорожского казачества Д. И. Яворницкого, все издания М. С. Грушевского, «Историю русов» Г. Конисского.
В 1973 году вступил в брак с художницей Натальей Павленко. Через два года у них родилась дочь Ульяна.
В 1975 году на выставке нонконформистов были замечены его работы с изображениями казаков. Художника обвинили в национализме и лишили ленинградской прописки, поэтому Феодосий с женой и дочерью переселился в Днепропетровск, где пробыл шесть лет, работая над эскизами витражей. Также подготовил «Украинский календарь» на 1977 — 1978 годы для одного из издательств в Варшаве. В 1983 году Гуменюки снова оказались в Ленинграде, где Феодосия тепло встретили художники и сразу пригласили принять участие в выставке «Группы четырнадцати».
В 1988 году его выставку экспонировали в залах Национального архива Канады в Оттаве, в Украинском музее в Нью-Йорке. Там же, познакомившись с местной украинской интеллигенцией, художник смог ближе увидеть жизнь диаспоры и запечатлеть ее на холсте. «Пасха в Торонто» — одна из композиций «канадского» периода.
Позже было участие в выставке работ украинских художников в Гранд-Пале, в Париже; персональная выставка в Национальном художественном музее в Киеве, где была представлена целая галерея гетманов.
В 1992 году возвращается на Украину. С 1993 года работает в Национальной академии изобразительного искусства и архитектуры, возглавляет учебно-творческую мастерскую исторической живописи; с 2000 года — профессор кафедры живописи и композиции. Член СХУ.
В 2010 году киевская галерея «АВС-арт» издала альбом о творчестве Феодосия Гуменюка (редактор-составитель А. Марычевская). В издании возложены аналитические статьи о мастере всемирно известного искусствоведа С. Я. Гординского, художественных критиков Владимира Овсийчука, Владимира Подгоры, Григория Мищенко и других исследователей его творчества, как украинских, так и в диаспоре.

## Награды и премии
- Народный художник Украины (2009)[3]
- Заслуженный деятель искусств Украины (1995)
- Государственная премия Украины имени Тараса Шевченко (1993) — за серию портретов исторических деятелей П. К. Сагайдачного, П. Л. Полуботка, И. С. Мазепы, М. Чурай, Д. И. Вишневецкого, С. Наливайко, И. Гонты, М. Железняка